# Valerio Fiori
Valerio Fiori (Roma, 27 de abril de 1969) é um ex-futebolista italiano. Atualmente exerce a função de treinador de goleiros do Genoa.

## Carreoira
Apelidado de Saponetta, Fiori iniciou a carreira profissional em 1985, no Lodigiani (clube extinto em 2004), tendo ainda passagens destacadas por Lazio (117 jogos) e Cagliari (82 partidas).
Passou também por Cesena, Fiorentina e Piacenza até 1999, quando foi contratado pelo Milan. Em 9 temporadas pelos Rossoneri, disputou apenas 2 jogos pelo clube: 1 pelo Campeonato Italiano de 2002–03, contra o Piacenza, e outro pela Copa da Itália  de 2003–04, contra a Sampdoria. A partida frente aos blucerchiati foi a última disputada por Fiori, que seguiu como terceiro goleiro do Milan até 2008, quando se aposentou. No mesmo ano foi anunciado como treinador de goleiros do clube, onde permaneceria até 2016 (alternando entre os times profissional e de base), passando por Shenzhen e Deportivo antes de voltar ao Milan em 2018.
Fiori exerceria a mesma função no Napoli, Genoa e Valencia, regressando aos Grifoni em 2022.

## Vida pessoal
Em julho de 2007, o goleiro formou-se em Direito na Universidade de Roma "La Sapienza".

## Títulos
Milan
- Copa do Mundo de Clubes da FIFA: 2007
- Liga dos Campeões da UEFA: 2002–03 e 2006–07
- Supercopa Européia: 2003 e 2007
- Campeonato Italiano: 2003–04
- Copa da Itália: 2002–03
- Supercopa da Itália: 2004